# Seth Klarman
Pour les articles homonymes, voir Louis Bacon.
Seth Andrew Klarman (né le 21 mai 1957) est un investisseur, gestionnaire de fonds spéculatifs et auteur financier américain, fondateur en 1982 du hedge fund Baupost Group (en) basé à Boston.
Il suit de près la philosophie d'investissement de Benjamin Graham appelée value investing et est connu pour acheter des actifs impopulaires lorsqu’ils sont sous-évalués, cherchant une « marge de sécurité » et profitant de toute hausse de prix. Depuis la création de son fonds à 27 millions de dollars, il réalise un rendement composé annuel de 20 %. Il gère 25 milliards de dollars d'actif en 2022.
En 2008, il est intronisé au temple de la renommée des gestionnaires de fonds spéculatifs d'Institutional Investor (en). Forbes estime sa fortune personnelle à 1,5 milliard de dollars et le classe comme le 15e gestionnaire de fonds spéculatifs le mieux rémunéré au monde en 2017. Il est souvent comparé à un autre investisseur partisan du value investing, Warren Buffett, et tout comme ce dernier est surnommé l'« Oracle d'Omaha », Klarman est appelé l'« Oracle de Boston ».

## Jeunesse et éducation
Klarman naît le 21 mai 1957 à New York au sein d'une famille juive,. À l'âge de six ans, il déménage dans la région de Mt. Washington à Baltimore, près de l'hippodrome de Pimlico (en). Son père, Herbert E. Klarman (en), est un économiste de la santé publique à l'université Johns-Hopkins et sa mère est une travailleuse sociale en psychiatrie,. Ses parents divorcent peu après leur déménagement à Baltimore.
À l'âge de quatre ans, il redécore sa chambre pour qu'elle ressemble à un commerce de détail, en mettant des étiquettes de prix sur toutes ses affaires et fait une présentation orale à sa classe de cinquième année sur la logistique de l'achat d'une action. En grandissant, il occupe une variété de petits emplois, dont de la livraison de journaux, un stand de granizados, une entreprise de déneigement et vend des collections de timbres et de pièces le week-end. À l'âge de 10 ans, il achète sa première action, de Johnson & Johnson (l'action est divisée à trois pour une et au fil du temps il triple son investissement initial). Sa raison derrière l'achat d'une action de Johnson & Johnson est qu'il utilisait beaucoup de pansements de la marque Band-Aid (en) (un produit de la société) pendant ses premières années. À l'âge de 12 ans, il appelle régulièrement son courtier pour obtenir des cotations d'actions.
Klarman fréquente l'université Cornell à Ithaca, et s'intéresse aux mathématiques mais choisit plutôt de poursuivre des études en économie. Il obtient son diplôme dans cette matière avec une mineure en histoire en 1979. Il est membre de la fraternité Delta Chi (en). Durant l'été de sa troisième année, il fait un stage au Mutual Shares fund et est présenté à Max Heine (en) et Michael F. Price (en). Après avoir obtenu son diplôme universitaire, il retourne à la société pour y travailler pendant 18 mois avant de décider d'aller à l'école de commerce. Il fréquente ensuite la Harvard Business School où il est un Baker Scholar et est camarade de classe avec Jeffrey R. Immelt, Steve Burke, Stephen Mandel (en), James Long, et Jamie Dimon.

## Carrière

### Investissement
Après avoir obtenu son diplôme de l'école de commerce en 1982, il fonde Baupost Group (en) avec le professeur de Harvard William J. Poorvu (en) et les associés Howard H. Stevenson (en), Jordan Baruch et Isaac Auerbach. Le nom est un acronyme basé sur ceux des fondateurs (il a été décidé avant que Klarman ne rejoigne le projet). Poorvu demande à Klarman et à ses associés de gérer une partie de l'argent qu'il a levé en vendant sa part dans une chaîne de télévision locale et le fonds est lancé avec 27 millions de dollars en capital de démarrage. Son salaire de départ est de 35 000 dollars par an, considéré comme faible par rapport aux autres offres d'emploi, et il se souvient plus tard que les autres fondateurs « prenaient un gros risque avec une personne relativement inexpérimentée ». Au début de sa carrière d'investisseur, il a l'habitude de harceler les vendeurs de Goldman Sachs avec tellement de questions sur leurs options et leurs pensées sur les marchés qu'ils avaient peur de décrocher le téléphone s'ils voyaient que Baupost appelait.
En février 2008, Klarman est alerté qu'un fonds spéculatif basé à Londres, Peloton Partners, est forcé de liquider plus d'un milliard de dollars de ses actifs, il décide alors d'ouvrir son fonds à de nouveaux investisseurs, levant ainsi 4 milliards de dollars en capital, principalement auprès de grandes fondations et de dotations de l'Ivy League. Il croit qu'il y a une sérieuse opportunité de marché pour les actions dépréciées dans les mois à venir et après l'effondrement de AIG et de Lehman Brothers, il investit lourdement dans les marchés d'actions, achetant parfois 100 millions de dollars d'actions et d'autres actifs par jour. Alors que le marché est en baisse en raison de la crise, il achète de nombreux titres et obligations en détresse. Au début de l'année 2009, après que JPMorgan Chase a acquis Washington Mutual dans le cadre de leur accord avec le département du Trésor des États-Unis, les obligations de Sallie Mae rapportent des rendements à deux chiffres pour Baupost. Globalement, la position obligataire de Klarman s'apprécie de 25 %, mais pendant la crise financière, son fonds enregistre un rendement de -7 % à -13 %. Bien que de nombreux fonds spéculatifs aient enregistré des rendements négatifs et de faibles performances pendant la crise et ses conséquences, Klarman constate une augmentation des positions en actions et décrit la situation comme un « moment fortuit » pour les plus-values du fonds. La même année, il achète une participation minoritaire dans les Red Sox de Boston, via une part dans Ed Eskandarian.
En 2009, Klarman commence à acheter des crédits en détresse à la suite de la crise financière de 2007–2008. Il achète les obligations de CIT Group, une société financière basée à New York à 65 centimes de dollar avec un taux de rendement de 15 %. Après que la société est entrée en faillite préparatoire, alors que Baupost commence à lui prêter de l'argent via un prêt, Carl Icahn accorde un prêt de 6 milliards de dollars à CIT Group mais se retire de l'accord une semaine plus tard. Cela force les obligations à entrer en faillite préparatoire et donne à Baupost Group des titres valorisés à 80 centimes pour leur dette dans CIT Group. Peu après la finalisation de l'accord CIT, Klarman amasse une part dans une nouvelle société de biotechnologie appelée FacetBiotech, à un coût moyen de 9 dollars par action. À l'époque, FacetBiotech a 17 dollars par action en liquidités nettes. Klarman note que lorsque les sociétés sont scindées de leurs sociétés mères, elles deviennent « bon marché et ignorées ». Lorsque Biogen tente finalement une OPA hostile sur la société, en faisant monter le prix à 14 dollars par action, Abbott Laboratories demande un règlement de 27 dollars par action pour l'acquisition. Le fonds de Klarman termine l'année avec un rendement de +27 %.
En 2016, le fonds dispose de 31 milliards de dollars en actifs sous gestion,. En 2020, la plus grande participation de Seth Klarman est eBay avec une valeur de 1,48 milliard de dollars.

### Philosophie d'investissement
Klarman est un ardent défenseur du value investing, et a déclaré qu'il en est un depuis sa troisième année à l'université à l'âge de 25 ans. Lors d'une interview à la Harvard Business School, il déclare :
« Tout d'abord, le value investing est intellectuellement élégant. Vous achetez essentiellement des bonnes affaires. Cela séduit également parce que toutes les études montrent que cela fonctionne. Les personnes qui courent après les croissances, après les fortes hausses, perdent inévitablement parce qu'elles ont payé un prix supérieur. Elles perdent face aux personnes qui ont plus de patience et de discipline. Troisièmement, il est facile de parler de manière abstraite, mais dans la vie réelle, vous voyez des situations qui sont simplement mal évaluées, où une société ignorée, négligée ou abhorrée peut être aussi attrayante que d'autres dans le même secteur. En temps, la remise sera corrigée, et vous aurez le vent en poupe en tant que détenteur de l'action. »
Klarman a été un ardent supporter des enseignements de Benjamin Graham, et pendant la crise financière de 2007–2008, il critiquait la pensée à court terme des autres gestionnaires de fonds, il croit que le fait de penser « cette fois, c'est différent » donnera un faux sentiment de sécurité aux investisseurs, et qu'ils devraient regarder le tableau d'ensemble plus grand. Il souligne l'utilité des cycles économiques de l'économie et leur tendance prédestinée et perpétuelle à l'autocorrection. Klarman est connu pour détenir 30 % à 50 % de ses fonds en liquidités afin d'éviter des conditions de marché défavorables et n'achète des actions que quand il pense qu'elles présentent une évaluation incorrecte.
Il fait des investissements inhabituels, achetant des actifs impopulaires alors qu'ils sont sous-évalués, utilisant des produits dérivés complexes, et achetant des options de vente. Pendant ses premières années à la tête de Baupost, il fait en sorte de n'investir que dans des sociétés qui n'étaient pas largement acceptées par la communauté de Wall Street ; il insistait sur la gestion des risques et l'utilisation de la marge de sécurité. C'est un investisseur très conservateur, et il détient souvent une quantité significative de liquidités dans son portefeuille d'investissements, parfois dépassant 50 % des actifs,. Malgré ses stratégies inhabituelles, il a constamment réalisé des rendements élevés. Il cherche des sociétés qui sont négociées à un prix inférieur (afin de pouvoir assumer des actions avec une marge de sécurité), et lui et son fonds font souvent de la « chasse aux bonnes affaires », lorsque les sociétés sont en détresse ou connaissent une croissance faible ou des années de déclin. En 2015, lorsque les actions du secteur de l'énergie sont en déclin, sa société « a commencé à chercher des affaires ». Selon Institutional Investor (en), « [Klarman] a réussi en exploitant habilement les marchés sous-évalués, qu'il s'agisse d'actions, d'obligations à haut risque, de faillites, de titres étrangers ou de biens immobiliers ».
Dans une interview de 2011 avec Charlie Rose, Klarman déclare qu'il n'utilise pas de terminal Bloomberg (en) (un système informatique presque omniprésent dans les grandes sociétés financières américaines pour suivre les données de marché). Il affirme que, en raison de sa stratégie à long terme, il s'intéresse peu aux fluctuations quotidiennes des prix.

### Courses de chevaux

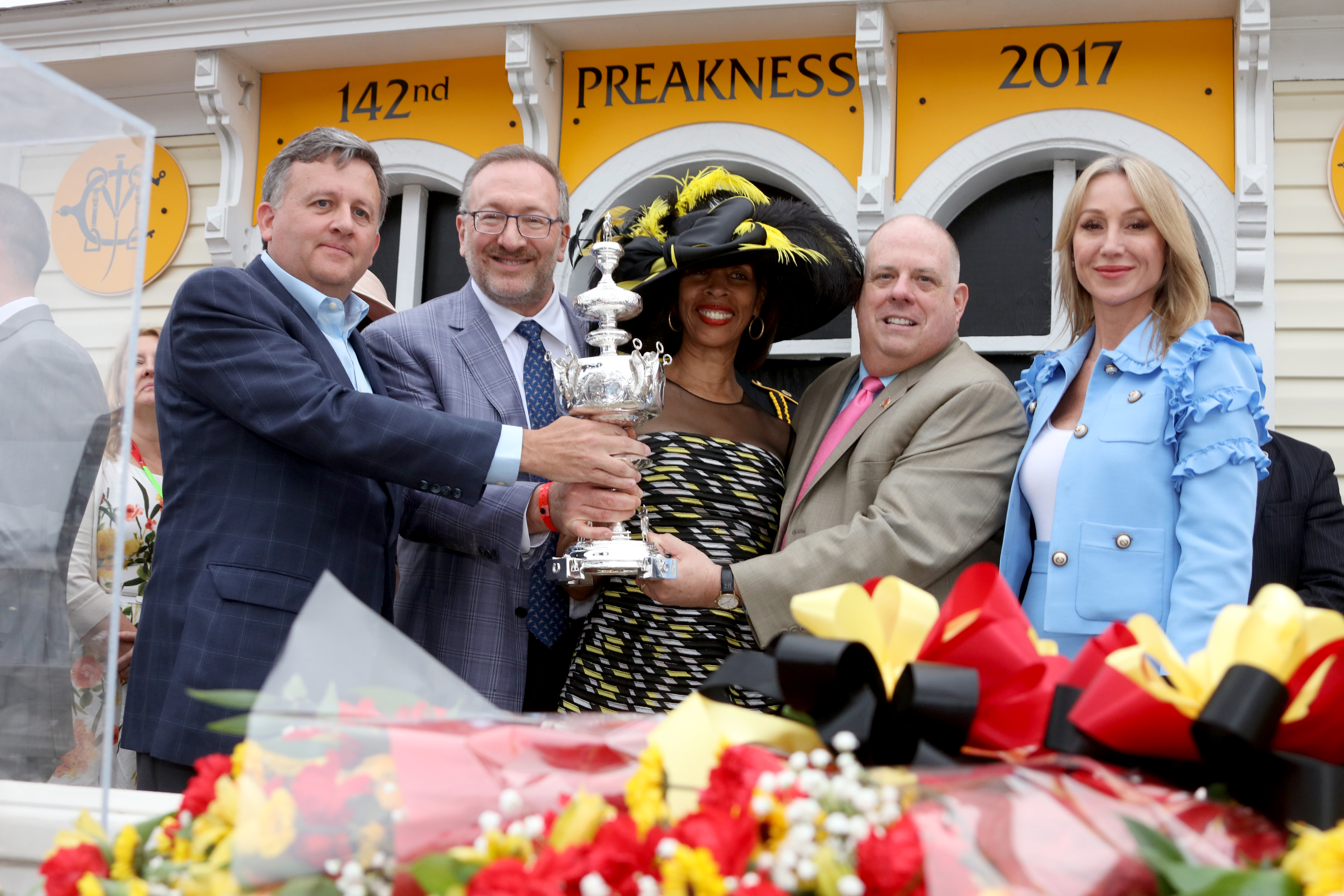
Klarman (second à partir de la gauche) et William Lawrence posent avec le gouverneur du Maryland après avoir gagné les Preakness Stakes.

Klarman est propriétaire de Klaravich Stables Inc. et fait courir des chevaux avec William Lawrence depuis 2006. Leur cheval, Cloud Computing (en), remporte les Preakness Stakes de 2017,. En 2019, Klarman et Lawrence remportent la catégorie Outstanding Owner aux Eclipse Awards, principalement grâce à la saison incroyable de leur cheval Bricks and Mortar. En 2022, l'écurie remporte les Preakness Stakes le jour du 65e anniversaire de Seth Klarman avec leur cheval Early Voting (en).

## Vie privée
Klarman garde généralement un profil bas, parlant rarement en public ou accordant des interviews. Il vit à Chestnut Hill au Massachusetts, avec sa femme, Beth Schultz Klarman, qu'il a rencontré lors d'une croisière à Boston Harbor en 1982 ; ils ont trois enfants,,,. Son frère, Michael Klarman, est professeur à la faculté de droit de Harvard.

## Opinions politiques et économiques
Klarman a fait des dons à la fois aux groupes et candidats démocrates et républicains tout en étant enregistré comme électeur indépendant (en),. Depuis l'élection de Donald Trump en 2016, il a fait des dons presque exclusivement aux démocrates. Il a également fait des dons extensifs à des causes philanthropiques par le biais de la Klarman Family Foundation, qu'il dirige avec sa femme. La fondation dispose de 700 millions de dollars en actifs en 2018 et a donné 40 millions de dollars en 2016. Elle se concentre sur des initiatives pro-démocratie, telles que la protection des journalistes, la lutte contre la bigoterie et la défense des droits LGBT.
Klarman est un grand supporter des organisations politiques à but non lucratif telles que le Ending Spending Fund de Joe Ricketts (en) et American Unity Fund qui défend le mariage homosexuel. Il a déclaré : « Je suis un gars compliqué, je suis assez nuancé dans mes opinions. Je cherche à faire ce que je pense être la bonne chose pour le pays ».
Lors de l'élection présidentielle américaine de 2016, il donne la contribution maximale de 5 400 dollars à la campagne de Hillary Clinton en déclarant que « Donald Trump n'est pas qualifié pour la plus haute fonction du pays ».
Après l'investiture de Trump, il publie une lettre très diffusée (mais en interne) aux membres de son fonds qui dénonce le climat d'investissement à venir,,. La lettre déclare :
« Les investisseurs exubérants se sont concentrés sur les avantages potentiels des réductions d'impôts, tout en ignorant en grande partie les risques liés au protectionnisme et à l'érection de nouvelles barrières commerciales. Le président Trump pourrait être capable de retarder temporairement l'avancée de l'automatisation et de la mondialisation en cajolant les entreprises pour qu'elles gardent les emplois au pays, mais le soutien d'entreprises inefficaces et non compétitives ne retardera probablement qu'à court terme les forces du marché. »
Bien que Klarman ait donné 2,9 millions de dollars aux candidats républicains en 2016, il a déclaré au New York Times en septembre 2018, « L'une des raisons pour lesquelles je sors de ma coquille et je vous parle est parce que je pense que la démocratie est en jeu, et peut-être que je pourrai convaincre d'autres personnes de cela, et les amener à soutenir les démocrates en 2018 ». Klarman, qui était auparavant l'un des plus grands donateurs du Parti républicain en Nouvelle-Angleterre, a déclaré au Times en septembre 2018, qu'il avait déjà donné presque 5 millions de dollars à presque 150 candidats, dont le représentant Joe Kennedy III, le candidat au Sénat Beto O'Rourke et la sénatrice Kirsten Gillibrand. Klarman est enregistré comme électeur indépendant qui déclare : « Nous devons prendre le contrôle de la Chambre des représentants et du Sénat en tant que contrepoids à Donald Trump et à son exercice débridé de la présidence ». Il a commenté qu'il se sentait « trahi » par les républicains « sans épine dorsale », et croit que la seule option est d'« agir en tant que contrepoids et équilibrage ».
Klarman, ainsi que l'héritier de Hyatt John Pritzker (en) et le cofondateur de LinkedIn Reid Hoffman, font partie des donateurs au projet républicain anti-Trump.
Selon Dennis C. Jett (en), « Klarman contribue à la Fondation pour la défense des démocraties (en), à l'Institut de recherche des médias du Moyen-Orient, au Forum du Moyen-Orient, et au David Project (en). Klarman, croyant que la couverture d'Israël dans les journaux israéliens était biaisée, a lancé le sien, appelé Times of Israel », dont il est président.

## Fortune
Forbes évalue en 2017 sa fortune personnelle à 1,5 milliard de dollars, ce qui en fait le 15e gestionnaire de fonds spéculatifs le plus riche du monde.

## Philanthropie
Klarman lance The Klarman Family Foundation (255 millions de dollars en actifs en 2010) qui fait des dons à des causes médicales, à des organisations juives (telles que l'American Jewish Committee, Boston's Combined Jewish Philanthropies et Gann Academy (en)), et à des causes israéliennes. Il est président de Facing History and Ourselves (en) qui développe des programmes scolaires pour combattre l'antisémitisme et la bigoterie. Il est également actif dans le Israel Project (en), un groupe de défense pro-Israël qui collecte et fournit des informations sur le pays aux journalistes. Il a donné 4 millions de dollars à l'organisation entre 2008 et 2010. Il est le principal investisseur américain derrière le Times of Israel, un journal en ligne en langue anglaise qui rapporte sur Israël, la région et le monde juif,.
En 2013, il  fait un don de capital pour financer la construction de 61 millions de dollars d'un bâtiment à l'université Cornell appelé le Seth '79 and Beth Klarman Humanities Building, plus simplement connu sous le nom de Klarman Hall. Un an plus tard, il fait un don à la Harvard Business School pour construire un « centre de conférence/auditorium et espace de performance », appelé également Klarman Hall qui ouvre en 2018. En 2019, l'université Cornell annonce que Klarman a fait un don significatif pour aider à établir un nouveau programme de bourses postdoctorales à l'école, les Klarman Fellowships.

## Reconnaissance
Klarman est cité comme un « titan des fonds spéculatifs », et un « géant silencieux de l'investissement », pour son accumulation lente de capital de fonds au fil de sa carrière (en 2008, son fonds spéculatif était le 6e plus grand du monde) et son profil bas. Il est rapporté par Andrew Ross Sorkin, du New York Times, que « [Klarman] est l'investisseur au plus grand succès et à la plus grande influence dont vous n'avez probablement jamais entendu parler ». Investopedia (en) le considère comme « une énigme dans le monde de l'investissement ».
Il est parfois appelé « le Warren Buffett de sa génération », ou encore « l'Oracle de Boston ». Selon le New York Times, Buffett a publiquement salué la stratégie d'investissement de Klarman, et il a été rapporté qu'il garde une copie de son livre sur son étagère.
En 2008, il est intronisé au Institutional Investors Alpha's Hedge Fund Manager Hall of Fame avec Alfred Jones, Bruce Kovner, David Swensen (en), George Soros, Jack Nash (en), Jim Simons, Julian Robertson (en), Kenneth Griffin, Leon Levy (en), Louis Bacon, Michael Steinhardt, Paul Tudor Jones et Steven A. Cohen.

## Publications et œuvres
Klarman a écrit de nombreuses lettres aux actionnaires mais a gardé un rôle limité dans l'écriture d'articles, d'op-eds ou de livres.
En 1991, il publie son seul livre, Margin of Safety: Risk Averse Investing Strategies for the Thoughtful Investor (en) (1991), une réflexion du value investing trouvée dans son fonds spéculatif. Dans le livre, il décrit les différents problèmes de l'investissement en détail, et critique les petits investisseurs qui entrent sur le marché en se basant uniquement sur des métriques telles que le prix des actions et la dynamique, et qui perdent de l'argent à long terme. Il affirme que ce type d'investissement est de la spéculation et devrait être découragé sur le marché. Le livre a acquis un statut culte,,. En raison de l'impression de « seulement 5 000 exemplaires », le livre est épuisé et est devenu très recherché dans la communauté financière. À l'origine, le livre coûtait 25 dollars l'exemplaire, mais en raison de son épuisement, il se vend aujourd'hui à 700 dollars pour les exemplaires usagés tandis que les exemplaires les plus récents se vendent entre 2 500 et 4 000 dollars,. Les bibliothèques universitaires déclarent le livre comme « l'un de leurs titres les plus demandés ainsi que l'un des titres les plus souvent déclarés comme perdus ». Klarman a pensé à lancer une réimpression du livre, mais seulement pour un événement caritatif.
Il a édité en 2008 la 6e édition de Security Analysis de Benjamin Graham et David Dodd,.